# Andrew Dickson White

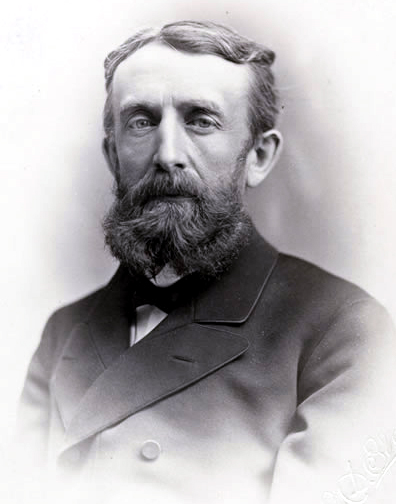
Andrew Dickson White (1885)

Andrew Dickson White (* 7. November 1832 in Homer, New York; † 4. November 1918 in Ithaca, New York) war ein amerikanischer Diplomat, Schriftsteller und Pädagoge.

## Leben
Nach dem Abschluss seines Studiums an der Yale University 1853 verbrachte White drei Jahre mit Studien in Europa, ehe er in die Vereinigten Staaten zurückkehrte, um eine Professur für Geschichte und englische Literatur an der University of Michigan anzutreten.
1865 gründeten White und der Industriemagnat Ezra Cornell (1807–1874) die Cornell University auf Cornells Landbesitz in Ithaca. White wurde ihr erster Präsident. Seine vorausschauende Führung schuf die Voraussetzung dafür, dass die Universität zu einer der herausragenden Bildungsstätten der Welt aufsteigen konnte, besonders auf den Gebieten der Agrarforschung und im Ingenieurwesen. 1868 wurde White in die American Academy of Arts and Sciences und 1898 in das National Institute of Arts and Letters (später die American Academy of Arts and Letters) gewählt. Nach 14 Jahren in Cornell trat er zurück und diente als Gesandter der USA in Deutschland (1879–1881) und Russland (1892–1894), sowie als Botschafter in Deutschland (1897–1902).
Während seines Aufenthalts in Russland machte White, der als Literaturfreund bekannt war, die Bekanntschaft des Schriftstellers Leo Tolstoi. Tolstois Begeisterung für das Mormonentum weckte ein vergleichbares Interesse in White, der, wie die meisten gebildeten Amerikaner seiner Zeit, den Heiligen der Letzten Tage eher ablehnend gegenübergestanden hatte und sie für eine gefährliche Sekte hielt. Nach seiner Rückkehr in die Vereinigten Staaten nutzte er die relative Nähe von Cornell zu ursprünglichen Stammland der Mormonen nahe Rochester, um eine Sammlung von Erinnerungsstücken einschließlich vieler Originalabschriften des Buches Mormon zusammenzutragen, wie sie nur noch in der mormonischen Kirche und deren Universität, der Brigham Young University, gefunden werden kann.
Seit 1900 war er Ehrenmitglied der Preußischen Akademie der Wissenschaften.
Mit seinem zweibändigen Buch A History of the Warfare of Science with Theology in Christendom (1896) wurde White zum Mitbegründer der Konfliktthese, der zufolge sich Wissenschaft und Religion miteinander im Kampf befänden.

## Werke
- Geschichte der Fehde zwischen Wissenschaft und Theologie in der Christenheit, Thomas Verlag, Leipzig 1895

## Sekundärliteratur
- Wolfgang Drechsler: Andrew D. White in Deutschland. Akademische Verlagsanstalt, Stuttgart 1989.
- Glenn C. Altschuler: Andrew D. White: Educator, Historian, Diplomat. Cornell University Press, Ithaca NY 1979.